# Baarsachtigen

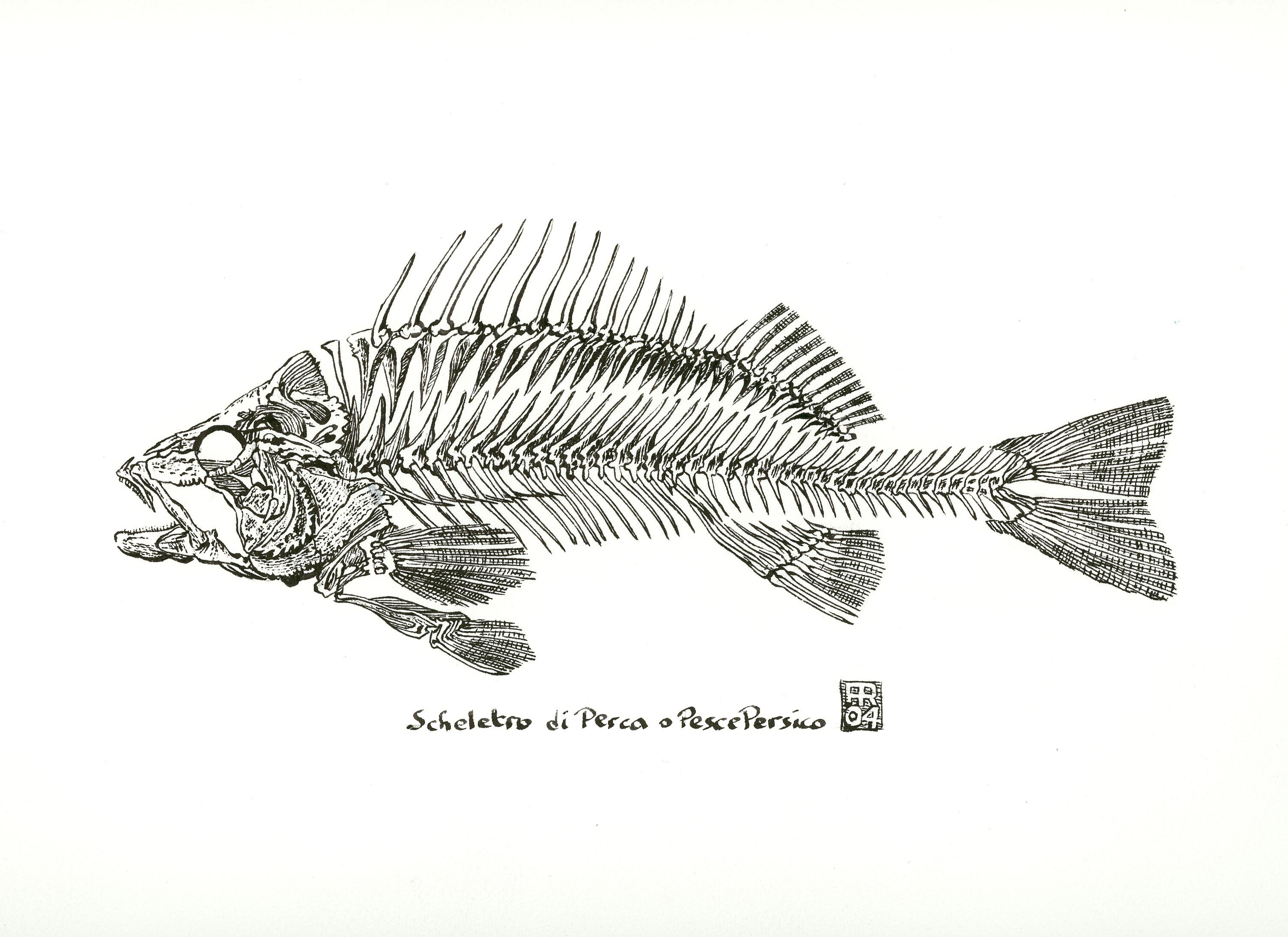
Skelet van een baars

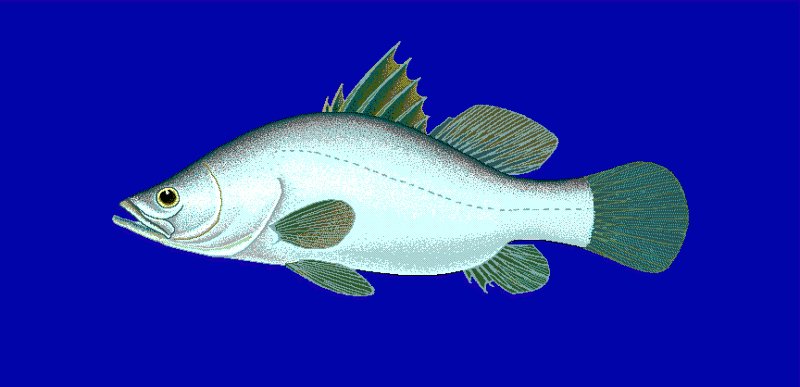
Reuzenbaars (Lates niloticus)

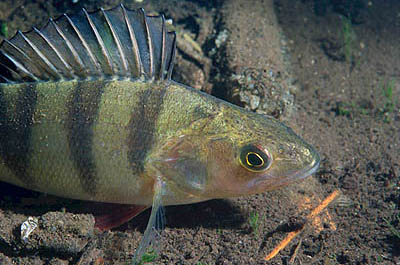
Echte baars (Perca fluviatilis)

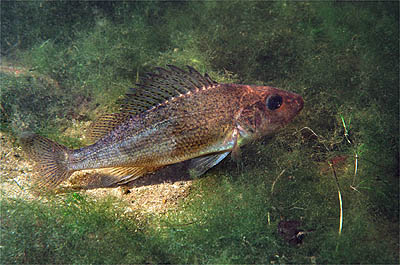
Pos (Gymnocephalus cernuus)

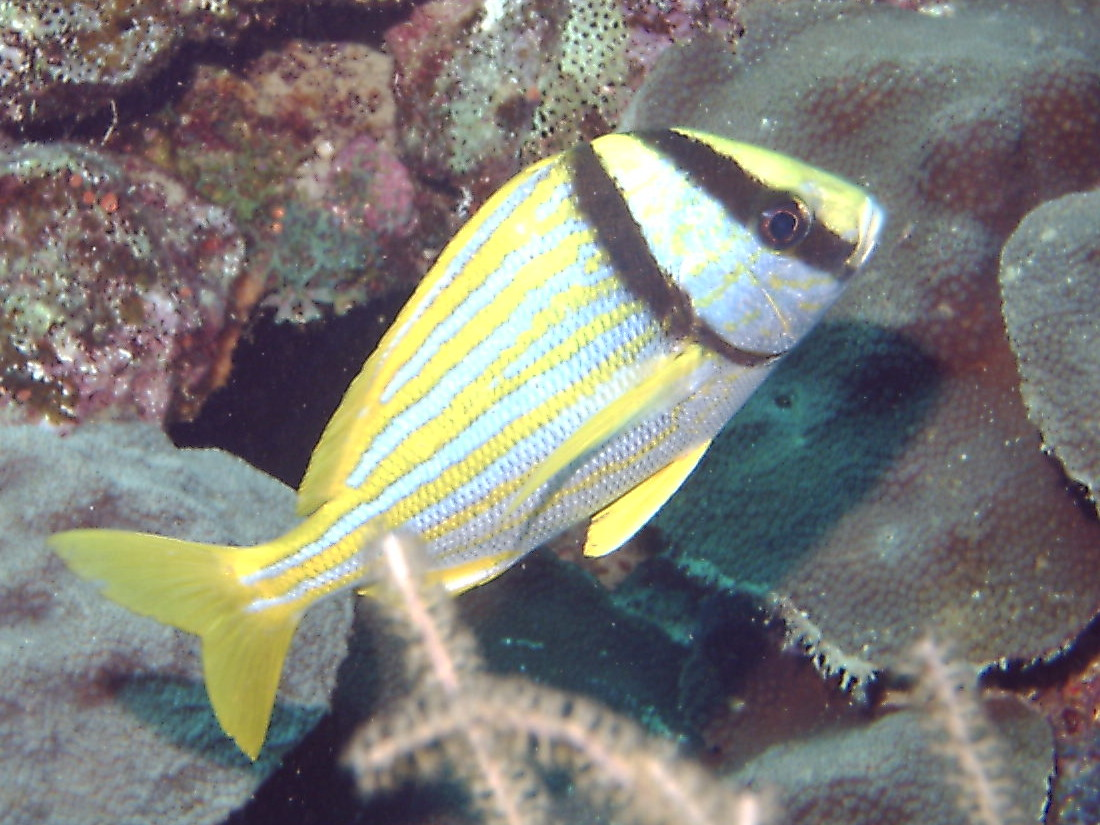
Boneknaap (Anisotremus virginicus)

De orde van de baarsachtigen (Perciformes), ook wel Percomorphi of Acanthopteri genaamd, is verreweg de grootste vissenorde met meer dan 7000 sterk uiteenlopende soorten. Ze hebben allemaal stekelstralen in enkele van de vinnen: vele zijn roofvissen en de meeste leven in zee. De orde vertegenwoordigt 40% van alle beschreven vissen. De eerste vissen uit deze orde ontstonden laat in het Krijt.
Over de classificatie en de omgrenzing van de groep bestaat nog geen overeenstemming. De volgende onderordes worden ook wel als zelfstandige orde opgevat: Scorpaenoidei, Tetraodontoidei, de Pleuronectoidei en de Gobiesocoidei.

## Taxonomie
Er zijn vele onderorden en families.
Orde: Baarsachtigen (Perciformes)
| - Onderorde: Acanthuroidei (Doktersvisachtigen) - Acanthuridae (Dokter of Eenhoornvissen) - Ephippidae (Schopvissen) - Luvaridae (Haanvissen) - Scatophagidae (Argusvissen) - Siganidae (Konijnvissen) - Zanclidae (Wimpelvissen) - Onderorde: Anabantoidei (Labyrintvisachtigen) - Anabantidae (Klimbaarzen) - Helostomatidae (Zoengoerami's) - Osphronemidae (Echte goerami's) - Onderorde: Blennioidei (Slijmvisachtigen) - Blenniidae (Naakte Slijmvissen) - Chaenopsidae (Snoekslijmvissen) - Clinidae (Beschubde slijmvissen) - Dactyloscopidae (Zandsterrenkijkers) - Labrisomidae (Slijmvissen) - Tripterygiidae (Drievinslijmvissen) - Onderorde: Callionymoidei (Pitvisachtigen) - Callionymidae (Pitvissen) - Draconettidae (Pitvissen) - Onderorde: Channoidei - Channidae (Slangekopvissen) - Onderorde: Gobiesocoidei (Schildvisachtigen) - Gobiesocidae (Schildvissen) - Onderorde: Gobioidei (Grondelachtigen) - Eleotridae (Slaapgrondels) - Gobiidae (Grondels) - Kraemeriidae (Lansvissen) - Microdesmidae (Wormvissen) - Odontobutidae (Zeegrondels) - Ptereleotridae (Torpedo grondels) - Rhyacichthyidae (Riviergrondels) - Schindleriidae (Schindleria) - Xenisthmidae (Grondels) - Onderorde: Icosteoidei - Icosteidae (Lompenvissen) - Onderorde: Elassomatoidei - Elassomatidae (Dwergzonnebaarzen) - Onderorde: Kurtoidei (Kurtiden) - Kurtidae (Kambaarzen) - Onderorde: Labroidei (Lipvisachtigen) - Cichlidae (Cichliden) - Embiotocidae (Brandingbaarzen) - Labridae (Lipvissen) - Odacidae (Botervissen en Wijtingen) - Pomacentridae (Rifbaarzen of Koraaljuffertjes) - Scaridae (Papegaaivissen) - Onderorde: Notothenioidei (Antarctische vissen) - Artedidraconidae (Gebaarde ijskabeljauwen) - Bathydraconidae (Antarctische draakvissen) - Bovichtidae (IJsvissen) - Channichthyidae (Krokodilijsvissen) - Eleginopidae (Draadvinijskabeljauwen) - Harpagiferidae (IJskabeljauwen) - Nototheniidae (IJskabeljauwen) - Pseudaphritidae (IJsvissen) - Onderorde: Percoidei (Baarsvissen) - Ambassidae (Aziatische glasbaarzen) - Aplodactylidae (Aplodactiliden) - Apogonidae (Kardinaalbaarzen) - Arripidae (Australische zalmen) - Bramidae (Zilvervissen) - Caesionidae (Fuseliers) - Callanthiidae (Zeebaarzen) - Carangidae (Horsmakrelen) - Caristiidae (Caristiden) - Centracanthidae (Picarellen) - Centrarchidae (Zonnebaarzen) - Centrogenyidae (Valse Schorpioenvissen) - Centropomidae (Glasbaarzen) - Cepolidae (Lintvissen) - Chaetodontidae (Borsteltandigen) - Cheilodactylidae (Morwongs) - Chironemidae (Chironemiden) - Cirrhitidae (Koraalklimmers) - Coryphaenidae (Goudmakrelen) - Dichistiidae (Galjoenvissen) - Dinopercidae (Grotzaagbaarzen) - Drepaneidae (Sikkelvissen) - Echeneidae (Remoras of Zuigbaarzen) - Emmelichthyidae (Emmelichtiden) - Enoplosidae (Enoplosiden) - Gerreidae (Mojarra's) | - Onderorde: Percoidei (vervolg) - Grammatidae (Feeënbaarzen) - Haemulidae (Grombaarzen) - Inermiidae (Bogas) - Kuhliidae (Vlagvissen) - Kyphosidae (Loodsbaarzen) - (Lactariden) Lactariidae - Latidae (Reuzenbaarzen) - Latridae (Trompetvissen) - Leiognathidae (Ponyvissen) - Leptobramidae (Strandzalmen) - Lethrinidae (Straatvegers) - Lobotidae (Zeebladvissen) - Lutjanidae (Snappers) - Malacanthidae (Tegelvissen) - Menidae (Meniden) - Monodactylidae (Zilverbladvissen) - Moronidae (Moronen) - Mullidae (Zeebarbelen) - Nandidae (Nanderbaarzen) - Nematistiidae (Roostervissen) - Nemipteridae (Valse Snappers) - Notograptidae (Notograptiden) - Opistognathidae (Kaakvissen) - Oplegnathidae (Oplegnathiden) - Percichthyidae (Zaagbaarzen) - Percidae (Echte Baarzen) - Perciliidae (Zaagbaarzen) - Plesiopidae (Rifwachters of Rondkoppen) - Polycentridae (Veelstekelbaarzen) - Polynemidae (Draadvissen) - Pomacanthidae (Engel- of Keizersvissen) - Pomatomidae (Blauwe baarzen) - Priacanthidae (Grootoogbaarzen) - Pseudochromidae (Dwergzeebaarzen) - Rachycentridae (Cobia's) - Sciaenidae (Ombervissen) - Serranidae (Zaag of Zeebaarzen) - Sillaginidae (Witte Baarzen) - Sparidae (Schaapvissen of Zeebrasems) - Terapontidae (Tijgerbaarzen) - Toxotidae (Schuttersvissen) - Onderorde: Pholidichthyoidei - Pholidichthyidae (Aalgrondels) - Onderorde: Sphyraenoidei (Makreelachtigen) - Sphyraenidae (Barracudas) - Onderorde: Trachinoidei (Pietermanachtigen) - Ammodytidae (Zandspieringen) - Cheimarrichthyidae (Nieuw-Zeelandse krokodilvissen) - Chiasmodontidae (Chiasmodontiden) - Percophidae (Baarszalmen) - Pinguipedidae (Krokodilvissen) - Trachinidae (Pietermannen) - Trichodontidae (Zandvissen) - Trichonotidae (Wadvissen of Zandduikers) - Uranoscopidae (Sterrenkijkers) - Onderorde: Zoarcoidei (Puitalen) - Anarhichadidae (Zeewolven) - Bathymasteridae (Bathymasteriden) - Cryptacanthodidae (Wrymouten) - Pholidae (Botervissen) - Ptilichthyidae (Quilvissen) - Scytalinidae (Grondels) - Stichaeidae (Stekelruggen) - Zaproridae (Prowvissen) - Zoarcidae (Puitalen) |